# Marcos Aurélio Galeano
Marcos Aurélio Galeano (* 28. März 1972 in Ivaiporã) ist ein ehemaliger brasilianischer Fußballspieler.

## Karriere
Galeano begann seine Karriere 1989 beim Erstligisten SE Palmeiras. 1992 erreichte er das Halbfinale des Copa do Brasil. 1993 wurde er an Rio Branco EC ausgeliehen und 1994 an EC Juventude. 1994 feierte er mit dem Verein die Zweitligameisterschaft und den Aufstieg in die erste Liga. 1996 kehrte er zu Palmeiras zurück. 1996 erreichte er das Finale des Copa do Brasil. 1997 wurde er mit dem Verein Vizemeister der Série A. 1998 gewann er mit dem Verein den Copa do Brasil und 1999 gewann er mit dem Verein den Copa Libertadores. 2000 erreichte er das Finale des Copa Libertadores. 2002 wechselte er zu Botafogo FR. 2003 spielte er beim japanischen Gamba Osaka und türkischen MKE Ankaragücü. 2004 kehrte er nach Brasilien zurück und unterschrieb einen Vertrag beim Zweitligisten EC Bahia. Danach spielte er beim Erstligisten Figueirense FC, AA Ponte Preta, Fortaleza EC und Goiás EC. Ende 2008 beendete er seine Karriere als Fußballspieler.

## Erfolge
SE Palmeiras
- Staatsmeisterschaft von São Paulo: 1996
- Brasilianischer Pokalsieger: 1998
- Copa Libertadores: 1999
- Torneio Rio-São Paulo: 2000
- Copa dos Campeões: 2000